# Jimmy Neutron: Underbarnet
Jimmy Neutron: Underbarnet är en amerikansk datoranimerad familjeäventyrsfilm från 2001 som producerades av Nickelodeon Movies och distribuerades av Paramount Pictures. Filmen baseras på 12 treminuterslånga kortfilmer som visades på TV-kanalen Nickelodeon mellan 1999 och 2001. Den efterföljdes av en animerad TV-serie.

## Handling
Jimmy Neutron är ett vetenskapligt underbarn i 10-årsåldern som bor i staden Retroville och vars husdjur Goddard är en robothund. En dag skickar Jimmy ut en hemmagjord satellit, som egentligen är en brödrost, i rymden för att försöka få kontakt med en utomjordisk civilisation. Utan att han vet om det plockas hans satellit upp av en utomjordisk ras som leds av kung Geggbot V. Medan Jimmy och hans två bästa vänner Carl och Sheen är  på invigningen av stadens nya nöjesfält Retroland sent på kvällen, vilket de inte får för sina föräldrar, beger sig kung Geggbot och hans folk till Jorden och i skydd av mörkret kidnappar de stadens alla föräldrar. Först firar alla barnen att deras föräldrar är borta genom att göra precis vad de vill ett helt dygn, men sen börjar de sakna sina föräldrar. Jimmy och alla de andra barnen bygger om nöjesfältets åkattraktioner till rymdfarkoster och tillsammans ger de sig ut i världsrymden för att rädda sina föräldrar. Men det börjar bli bråttom, för kung Geggbot tänker nämligen offra föräldrarna till ett monster.

## Rollista
| Figur                       | Engelsk röst           | Svensk röst                                 |
| --------------------------- | ---------------------- | ------------------------------------------- |
| James Isaac "Jimmy" Neutron | Debi Derryberry        | Linus Wahlgren                              |
| Kung Geggbot V              | Patrick Stewart        | Stephan Karlsén                             |
| Cindy Vortex                | Carolyn Lawrence       | Elina Raeder                                |
| Carl Wheezer                | Rob Paulsen            | Kim Sulocki                                 |
| Sheen Estevez               | Jeffrey Garcia         | Nick Atkinson                               |
| Libby Folfax                | Crystal Scales         | Eleonor Telcs                               |
| Nick Dean                   | Candi Milo             | Niclas Wahlgren                             |
| Ooblar                      | Martin Short           | Hasse Jonsson                               |
| Judy Neutron                | Megan Cavanagh         | Charlotte Ardai Jennefors                   |
| Hugh Neutron                | Mark DeCarlo           | Jonas Bergström                             |
| Gulianska nyhetsuppläsare   | Bob Goen och Mary Hart | Måns Eriksson och Charlotte Ardai Jennefors |
| Fröken Winfred Vogel        | Andrea Martin          | Annica Smedius                              |
| VOX                         | Megan Cavanagh         | Charlotte Ardai Jennefors                   |

## Mottagande
Jimmy Neutron: Underbarnet fick mestadels positiv kritik. På Rotten Tomatoes har filmen ett genomsnittsbetyg på 75%. På Oscarsgalan 2002 nominerades filmen till Bästa animerade film, och blev därmed tillsammans med Shrek och Monsters, Inc. en av de första filmerna som Oscarsnominerades för den kategorin. Shrek vann för den kategorin.

## Utmärkelser
| Utmärkelse   | Kategori             | Mottagare                        | Resultat  |
| ------------ | -------------------- | -------------------------------- | --------- |
| Oscar (74:e) | Bästa animerade film | Steve Oedekerk och John A. Davis | Nominerad |